# Kavkaz Center
Kavkaz Center (russisch Кавказ-центр Kawkas-zentr) ist eine russischsprachige dschihadistische Website. Laut ihrem Gründer Mowladi Saidarbijewitsch Udugow, dem ehemaligen Informationsminister der Tschetschenischen Republik Itschkerien, ist sie eine tschetschenische, unabhängige, internationale, islamische Internetnachrichtenagentur.
Der Vertreter des tschetschenischen Präsidenten Aslan Alijewitsch Maschadow, Ljoma Usmanow, distanzierte sich öffentlich von Udugow und dessen Website. Auch Ziyad Sabsabi, Vizepremierminister der Tschetschenischen Republik Itschkerien kritisierte das Kavkaz Center als missinformierend.
Der Terrorist Schamil Salmanowitsch Bassajew benutzte das Kavkaz Center, um dort seine Taten sowie neue Drohungen zu veröffentlichen. So fand sich auf der Mirror-Seite kavkaz.center.ru ein Bekennerschreiben für das Attentat auf Achmat Abdulchamidowitsch Kadyrow oder sein Einverständnis zur Organisierung der Geiselnahme von Beslan.
Russische Behörden versuchten immer wieder die Seite von verschiedenen Internetdienstanbietern zu ziehen. Zwischen Januar und April 2003 wurde der Server von Kavkaz Center in Litauen eröffnet und vom Computerunternehmen Microlink Data gehostet. Anschließend befand sich der Server der Seite in Estland, wurde jedoch nach einem Monat zurück nach Litauen gebracht. Nachdem der litauische Geheimdienst die Seite wegen Verbreitens und Propagierens von Terrorismus offline gelegt hatte, entschied ein Gericht im Oktober 2003 die Schließung des Kavkaz Centers für nicht zulässig.